# PATH (променљива)
PATH је променљива окружења на униксоликим оперативним системима, ДОС-у, ОС/2 и Microsoft Windows системима, чија је сврха набрајање низа директоријума у којима се налазе извршни програми. У основи, сваки извршни процес или корисничка сесија има своју поставку у променљивој PATH.

## PATHу униксоликим системима
На ПОСИКС и униксоликим оперативним системима, $PATH променљива је дефинисана као списак једног или више директоријума имена раздвојених двотачком (:).
Директоријуми /bin, /usr/bin, и /usr/local/bin су обично укључени у већини корисничких окружења у $PATH (мада ово варира од имплементације до имплементације). Тренутни директоријум (.) је понекад такође укључен, омогућавајући програмима који се налазе у текућем радном директоријуму да се директно извршавају.

## ДОС, ОС/2 и Windows
На ДОС, ОС/2 и Windows оперативни системи, %PATH% променљива је дефинисана као списак једног или више директоријума имена раздвојених зарезом.
Windows системски директоријум (обично C:\WINDOWS\system32) је обично први директоријум у променљивој, а затим многи (али не и сви) директоријуми инсталираних софтверских пакета. Многи програми се не појављују у променљивој јер они нису дизајнирани да се извршавају у конзолном окружењу, већ из графичког корисничког интерфејса. Неким програмима се могу додавати директоријум у садржај променљиве на почетак садржаја %PATH% променљиве, како би се убрзао процес претраживања и/или како би се замениле команде оперативног система. У ДОС ери, било је уобичајено да се дода PATH {program directory};%PATH% или SET PATH={program directory};%PATH% линија у AUTOEXEC.BAT.
Када се унесе команда у конзолном окружењу или изврши системски позив програма за извршење другог програма, систем прво претражује текући радни директоријум и онда тражи пут, испитујући сваки директоријум слева надесно, у потрази за извршном датотеком која одговара имену дате команде. Извршни програми имају наставак EXE или COM, сесијске (batch) скрипте имају наставке BAT or CMD. Када се једном нађе одговарајућа извршна датотека, систем ствара нови процес у којем ће је покренути.
PATH променљива олакшава покретање најчешће коришћених програма који се налазе у различитим директоријумима. Међутим, ако се користи претерано, вредности променљиве PATH могу да успоре оперативни систем претрагом превеликог броја локација, или неважећих локација.